# Instituto Cooperativo de Estudos Meteorológicos de Mesoescala
O Instituto Cooperativo de Estudos Meteorológicos de Mesoescala (Cooperative Institute for Mesoscale Meteorological Studies - CIMMS) provê um mecanismo para ligar as pesquisas científicas e técnicas da National Oceanic and Atmospheric Administration (NOAA), do Escritório de Pesquisas Oceânicas e Atmosféricas (OAR) e da Universidade de Oklahoma com o objetivo de criar um centro de excelência em pesquisas em meteorologia de mesoescala e criar estudos climáticos regionais, além de auxiliar em programas semelhantes. Está localizado no Centro Meteorológico Nacional em Norman, estado americano de Oklahoma. As principais áreas de pesquisa do CIMMS são:
- Pesquisas básicas em meteorologia de mesoescala e de convecção atmosférica;
- Melhorias nas previsões do tempo;
- Efeitos de/em controles de processos de mesoescala;
- Impactos socioeconômicos de sistemas meteorológicos de mesoescala e de variações climáticas de escala regional;
- Pesquisa e desenvolvimento de radares Doppler;
- Detecção e monitoramento de mudanças climáticas.[1]